# Publius Valerius Comazon
Publius Valerius Comazon (auch mit dem, allerdings wohl nicht historischen, zweiten Beinamen Eutychianus versehen; † nach 222) war ein römischer Prätorianerpräfekt und Günstling des Kaisers Elagabal. Er war auch Konsul des Jahres 220 n. Chr.
Comazon war ursprünglich Pantomime und Tänzer. Darauf soll sich sein Cognomen Comazon beziehen. Unter Kaiser Commodus diente er als Soldat in der Provinz Thrakien. Dort wurde er von dem Provinzstatthalter Tiberius Claudius Attalus Paterculianus wegen eines Vergehens zur Flotte strafversetzt. Später konnte er aber eine militärische Karriere machen. Im Jahr 218 kommandierte er als Legionspräfekt die Legio II Parthica, die damals zeitweilig in Apameia in Syrien stationiert war.
Damals regierte Kaiser Macrinus, der 217 die Ermordung seines Vorgängers Caracalla organisiert und damit die Dynastie der Severer vorerst entmachtet hatte. Im Heer war Macrinus aber unbeliebt, und Julia Maesa, die aus Syrien stammende Tante Caracallas, agitierte gegen ihn. Sie lebte damals in ihrer Heimatstadt Emesa und versuchte von dort aus ihrem Enkel Elagabal die Kaiserwürde zu verschaffen. Zunächst konnten ihre Parteigänger im Mai 218 die in der Nähe stationierte Legio III Gallica zum Aufstand bewegen; der erst vierzehnjährige Elagabal wurde von den Soldaten zum Kaiser ausgerufen. Später schloss sich die von Comazon befehligte Legion dem Aufstand an. Der Frontwechsel Comazons und seiner Truppen war einer der Hauptfaktoren für den Erfolg der Erhebung. Bald darauf wurde Macrinus im Juni 218 vernichtend geschlagen, worauf Elagabal im Römischen Reich die Macht übernehmen konnte.
Comazons Schlüsselrolle beim Aufstand Elagabals ermöglichte ihm einen steilen Aufstieg. Obwohl er nie Prokurator gewesen war, ernannte ihn der junge Kaiser zum Prätorianerpräfekten und verlieh ihm ehrenhalber die ornamenta consularia (Rangabzeichen eines Konsulars). Nun konnte sich Comazon an Claudius Attalus für die einst erlittene Bestrafung rächen, indem er den Kaiser bewog, den früheren Statthalter von Thrakien hinrichten zu lassen.
Comazon wurde in den Senat aufgenommen. Im Jahr 220 war er zusammen mit Elagabal ordentlicher Konsul. Wiederholt wurde ihm das höchst angesehene Amt des Stadtpräfekten übertragen.
Als der in weiten Kreisen verhasste Elagabal im März 222 von Anhängern seines Vetters Severus Alexander gestürzt und ermordet wurde, entlud sich die Wut seiner Gegner auch gegen namhafte Repräsentanten des alten Regimes. Comazon überstand jedoch den Umsturz heil und konnte sogar unter dem neuen Kaiser Severus Alexander erneut das Amt des Stadtpräfekten übernehmen. Daraus lässt sich folgern, dass er wiederum rechtzeitig ins Lager des künftigen Siegers übergewechselt war. Über sein weiteres Schicksal ist nichts bekannt.
Der Geschichtsschreiber Cassius Dio, der Elagabal und dessen Umgebung verabscheute, betonte, dass Comazon für das Amt des Prätorianerpräfekten, als er es erlangte, keine Qualifikation, außer der Präfektur in der Legion, besessen habe.